# マーベラスクリーム
マーベラスクリーム（MARVELOUS CREAM）は株式会社プレイボールが行っている日本のアイスクリームチェーンストアである。製造については、かつてマーベラスジャパンが行っていたが、2011年8月以降別の製造メーカーへ移行。マーベラスジャパンは2012年12月26日に破産申請。負債額7億6954万円で倒産。

## 沿革
- 2005年12月- 「マーベラスクリーム」の総本部[2]である「株式会社クレメリージャパン」を設立。
- 2006年
  - 5月 - 法人名を「株式会社マーベラスジャパン」に商号変更[3]。
  - 9月 - イオン大日ショッピングセンターに「マーベラスクリーム」1号店を出店[4]、アイスクリームの製造開始。
- 2007年
  - 2月 - FC1号店を出店
  - 6月 - マーベラスジャパンがビジネスゲートへFC本部及び加盟店の開拓を委託、全国展開を開始する。
- 2008年7月 - 海外進出。シンガポールに海外1号店をオープン。
- 2011年
  - 8月 - マーベラスジャパンから他社の製造したアイスクリームの使用。
  - 12月 -　マーベラスジャパン本社工場の事業休止。
- 2012年1月 - 総本部であるマーベラスジャパンが出荷を終了。これにより、FC店は総本部から完全に他社からの仕入れとなる。
- 2012年12月 - マーベラスジャパンが広島地裁福山支部に破産を申請（倒産）。FC店は同社が委託してたビジネスゲートが本部だったのと、仕入先がすでに変更されていたため、通常通り継続。ビジネスサポートも事実上の運営会社となる。
- 2014年1月 - ビジネスゲート株式会社が自己破産。負債は債権者約50名に対し約５億3000万円。

## 商品の特徴
最大の特徴はオーダー後にアイスクリームとナッツやフルーツなどのミックスイン（トッピングの呼称）を-16℃に冷やした大理石の上で混ぜ合わせ、客ごとに一品物の「オリジナルアイスクリーム」を提供するというもので、ブランド名の由来にもなっていた。独特の高級感と、混ぜ合わせるというパフォーマンスを売りにしていた。なお、この方法は同じアイスクリームチェーンストア『コールド・ストーン・クリーマリー』とほぼ同じであった。

## 関連会社
- ビジネスゲート株式会社　マーベラスクリームフランチャイズ本部